# دلار محمود
دلار محمود (بنگالی: মোহাম্মদ ডলার মাহমুদ؛ زادهٔ ۳۰ دسامبر ۱۹۸۸) بازیکن کریکت اهل بنگلادش است.